# Vientiane Times
Vientiane Times (Thời báo Viêng Chăn) là tờ báo song ngữ tiếng Anh và tiếng Lào được xuất bản hàng ngày tại thủ đô Viêng Chăn của Lào. Tờ báo này do cơ quan trực thuộc Bộ Thông tin và Văn hóa là Báo chí Ngoại văn Lào sáng lập vào năm 1994 trong vai trò là tuần báo lúc ban đầu. Cơ quan chủ quản đã cho tăng số báo lên hai lần mỗi tuần vào năm 1996 và hàng ngày vào năm 2004.